# Swanborough Tump
Swanborough Tump è un sito archeologico che si trova nel territorio di Manningford Abbots, villaggio nella parrocchia civile di Manningford, contea del Wiltshire nel Sud Ovest dell'Inghilterra, Regno Unito. Il sito, una motta castrale, potrebbe risalire all'età del bronzo ed è considerato un monumento classificato per il suo particolare interesse storico e architettonico.

## Storia

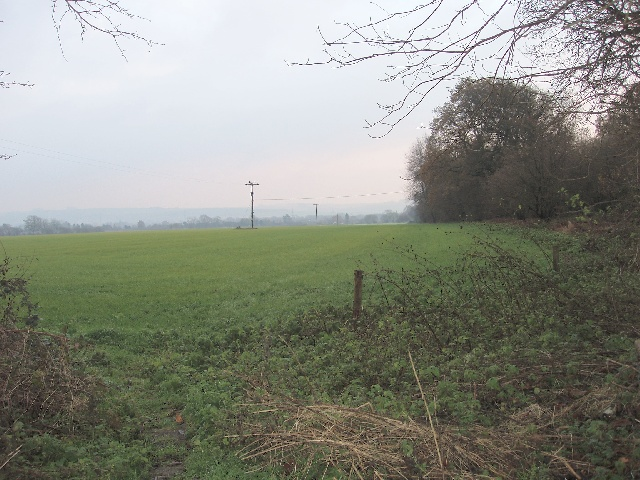
Territorio dove è posto il tumulo

Il tumulo originale potrebbe risalire all'età del bronzo, a circa 1300 a.C. Tra questi siti circa un centinaio sono stati localizzati nel Wiltshire. Sembra più probabile tuttavia che sia di epoca più recente ed essere uno dei tumuli funerari romani o sassoni. Intorno al IX secolo fu identificato come luogo di incontro, avvenuto nell'anno 871, tra il futuro re Alfredo il Grande e il fratello maggiore re Etelredo del Wessex mentre erano in viaggio per combattere i danesi che avevano invaso il territorio. Ognuno giurò che se l'altro fosse morto in battaglia i figli del defunto avrebbero ereditato le terre del padre re Egberto del Wessex. In un documento del 987 era descritto come "tumulo dei contadini". Potrebbe anche essere stata una Hundred Court, che si riuniva regolarmente sul sito almeno una volta all'anno. Fino a poco tempo fa era stato trascurato e ricoperto di alberi, poi il consiglio parrocchiale ha ripulito il sottobosco, ha lasciato i bei frassini e ha installato una pietra sarsen con una targa commemorativa della storia del Tump.

## Descrizione
L'English Heritage ha inserito Swanborough Tump di Manningford Abbots, Manningford, tra i siti classificati col numero 1004743.
Si tratta di un basso tumulo di terra, elencato da Grinsell come un tumulo a ciotola dell'età del bronzo. La posizione topografica del tumulo, su un terreno pianeggiante, è ritenuta atipica per un tumulo preistorico, il che implica che potrebbe essere stato costruito come motta castrale o luogo di incontro durante il periodo medievale. Swanborough è uno dei più grandi tumuli di questo tipo. Il Tump era situato sull'antico sentiero che saliva su Dragon Lane collegando Manningford a Wilcot dove si incontravano i confini delle vecchie Manningford Abbots, Bruce Parishes e Wilcot Parish. Il tumulo ha due sommità, il che suggerisce che potrebbe essere costituito da due tumuli o che il centro del tumulo sia stato danneggiato dall'attività umana più avanti nella sua storia. Gli archeologi Sarah Semple e Alex Langlands hanno condotto un'indagine sui terrapieni nel 1999 per fornire un resoconto accurato dell'estensione del tumulo.